# 桃林寺 (各務原市)
桃林寺（とうりんじ）は岐阜県各務原市前渡東町にある聖観世音菩薩を本尊とする臨済宗妙心寺派の寺院で、山号は河北山。美濃新四国27番札所である。
天文7年(1538年)に片山成久が開基となり友峯宗益を開山として木曽川の中州に開かれる。寛永年間に洪水のため流失したのち、恵海が中興し、文化4年（1804年）に再建を果たした。その後、水害の恐れのない現在地へ昭和3年（1928年）に移転した。